# Unni érsek
Unni  érsek  (Bréma, ? (880 körül) –  Birka, 936. szeptember 17.)  Hamburg-Bréma hatodik érseke volt a 10. század első felében 918-936 között. I. Konrád keleti frank király misszionáriusaként a skandináv népeket igyekezett kereszténnyé tenni, végül ezen tevékenysége közben mártíromságot szenvedett.

## Élete
A korabeli források nagyon szegényesek, későbbi forrásból lehet tudni, hogy 934-ben Dániában járt követség élén Dánia uralkodójánál, III. Gorm dán királynál, aki megátalkodott pogány volt. Hittérítő tevékenységében Szent Ansgar követője volt. A dánok végül halála után csak Gorm fia, Kékfogú Harald alatt vették fel a kereszténységet. Ugyancsak 934-ben Norvégiában járt.

## Halála
936-ban Svédország akkori fővárosában, Birkában térített. A pogány svédek nem nézték jó szemmel tevékenységét és még abban az évben, szeptember 17-én kivégezték.
Brémai Ádám szerint a testét Birkában temették el, a fejét viszont a brémai székesegyházban. Amikor 1840-ben az oltárt lebontották, egy ólomlemezt találtak a 'XV KAL. OCTOB(ris) O(biit) VNNIS ARCHIEP(is)-C(opus)' (936. szeptember 17.) felirattal. 